# Ostichthys sheni
Ostichthys sheni is een straalvinnige vissensoort uit de familie van eekhoorn- en soldatenvissen (Holocentridae). De wetenschappelijke naam van de soort is voor het eerst geldig gepubliceerd in 1990 door Chen, Shao & Mok.